# الهجر (خولان)

تعديل مصدري - تعديل

الهجر هي إحدى قرى عزلة الاعروش بمديرية خولان التابعة لمحافظة صنعاء، بلغ تعداد سكانها 285 نسمة حسب تعداد اليمن لعام 2004.